# Ганс-Юрген Крайше
Ганс-Юрген Крайше (нім. Hans-Jürgen Kreische, нар. 19 липня 1947, Дрезден) — східнонімецький футболіст, що грав на позиції нападника. По завершенні ігрової кар'єри — тренер. Футболіст року в НДР (1973).
Протягом усієї кар'єри виступав за клуб «Динамо» (Дрезден), а також національну збірну НДР, з якою був учасником чемпіонату світу 1974 року і бронзовим призером Олімпійських ігор 1972 року. У 1970-і роки вважався одним з кращих гравців країни. У складі дрезденського «Динамо» був одним з головних бомбардирів команди, маючи середню результативність на рівні 0,56 гола за гру першості, завдяки чотири рази ставав найкращим бомбардиром чемпіонату НДР.

## Клубна кар'єра
Його першим тренером був його батько Ганс Крайше, теж футболіст, який грав разом з Гельмутом Шеном в клубі «Дрезднер».

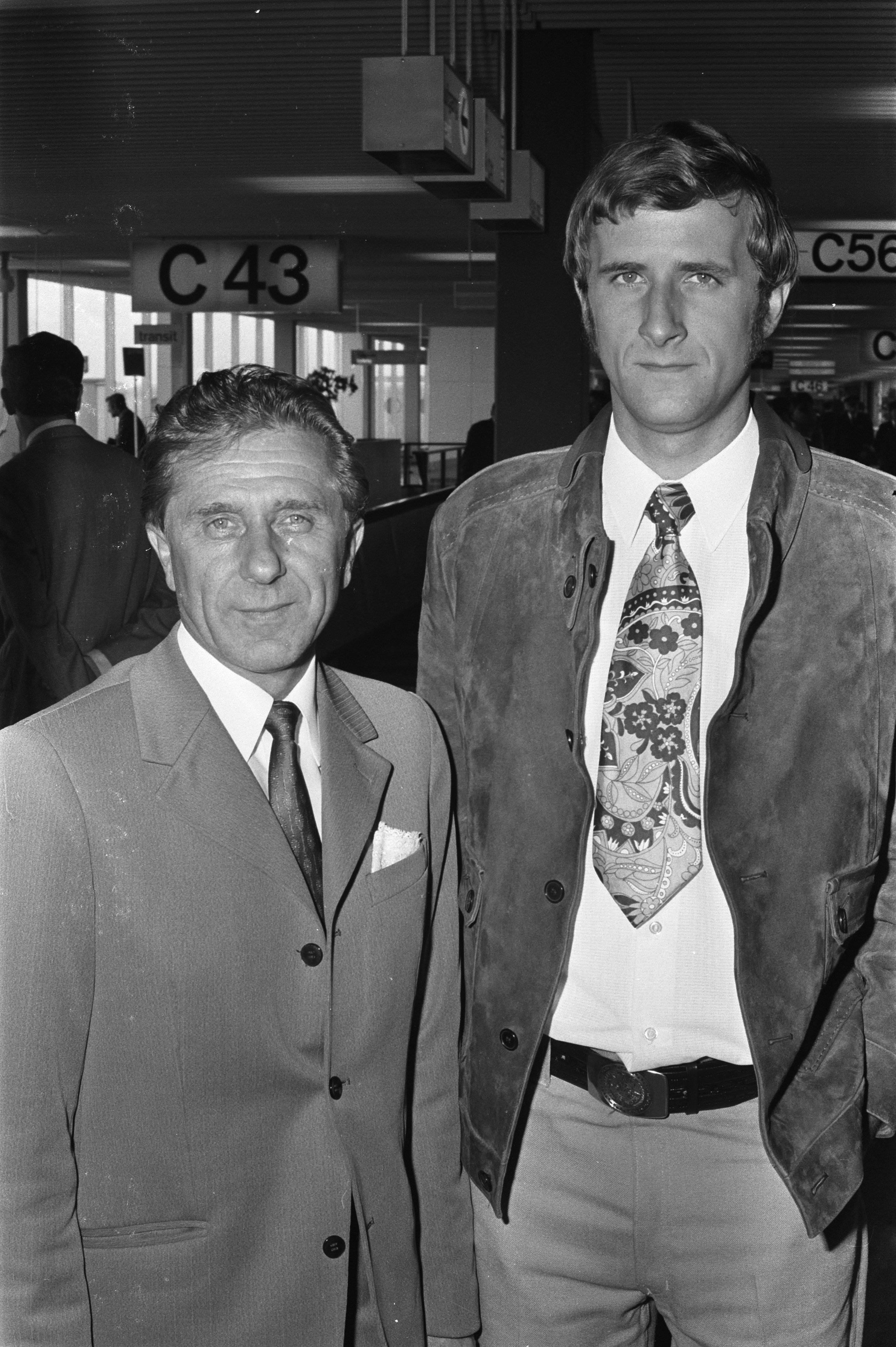
Крайше (праворуч) із своїм тренером у «Динамо» (Дрезден) Вальтер Фріцш. 1971 рік.

У дорослому футболі дебютував 1964 року виступами за команду «Динамо» (Дрезден), кольори якої і захищав протягом усієї своєї кар'єри гравця, що тривала цілих п'ятнадцять років. З сезону 1965/66 був основним гравцем команди. Свій перший успіх у «Динамо» здобув в сезоні 1970/71, вигравши перший у своїй кар'єрі чемпіонат та Кубок Німецької Демократичної Республіки і з 17 голами став найкращим бомбардиром Оберліги. Також у наступних двох сезонах Крайше був найкращим бомбардиром ліги з 14 та 26 голами відповідно. В останньому випадку він також вдруге став національним чемпіоном. У 1973 році його обрали футболістом року в НДР. У 1976—1978 роках «Динамо» тричі поспіль вигравало титул чемпіона Німецької Демократичної Республіки, а в 1977 році також виграло ще один національний кубок, здолавши з рахунком 3:2 у фіналі з лейпцизький «Локомотив». У сезоні 1975/76 Крейше забив 24 голи і в четвертий раз став найкращим бомбардиром Оберліги.
У 1978 році він закінчив свою футбольну кар'єру, зігравши загалом у 234 іграх Оберліги і забивши 127 голів. Після закінчення кар'єри він працював тренером у рідному клубі, спочатку тренером молодіжної команди, з 1995 по 1996 головним тренером. Пізніше тренував інший місцевий клуб «Дрезднер».

## Виступи за збірну
2 лютого 1968 року дебютував в офіційних іграх у складі національної збірної НДР в товариському матчі проти збірної Чехословаччини, що завершився нічиєю з рахунком 2:2, причому сам Крайше забив другий гол своєї збірної.
У 1972 році Крайше у складі олімпійської збірної поїхав в Мюнхен на XX літні Олімпійські ігри, де зіграв у всіх семи матчах своєї команди, яка стала бронзовим призером і забив п'ять голів.
У складі збірної був учасником єдиного для своєї країни чемпіонату світу 1974 року у ФРН, на якому зіграв у трьох матчах, включаючи знаменитий матч зі збірною ФРН (1:0), а його команда не зуміла подолати другий груповий етап.
Свій останній виступ за збірну Крайше провів у товариському матчі проти збірної Канади 31 липня 1975 року, той матч завершився перемогою східних німців з рахунком 7:1, а сам Дукке вийшов на заміну після перерви замість Вольфганга Зегуїна. Загалом протягом кар'єри у національній команді, яка тривала 8 років, провів у її формі 46 матчів, забивши 22 голи.

## Титули і досягнення

### Командні
Збірна НДР
- Чемпіон Європи (U-18): 1965
- Бронзовий олімпійський призер: 1972

«Динамо» (Дрезден)
- Чемпіон НДР (5): 1971, 1973, 1976, 1977, 1978
- Бронзовий призер чемпіонату НДР (4): 1970, 1972, 1974, 1975
- Володар Кубка НДР (2): 1971, 1977
- Фіналіст Кубка НДР (4): 1972, 1974, 1975, 1978

### Особисті
- Футболіст року в НДР: 1973
- Найкращий бомбардир чемпіонату НДР (4): 1971, 1972, 1973, 1976
- Номінант на Золотий м'яч (2): 1970, 1973
- 6-е місце в списку найкращих бомбардирів чемпіонату НДР за всі часи: 127 голів